# Portals (Kirk Hammett)
Portals è il primo EP del chitarrista statunitense Kirk Hammett, pubblicato il 23 aprile 2022 dalla Blackened Recordings.

## Descrizione
Il disco rappresenta la prima pubblicazione di Hammett al di fuori dei Metallica e si compone di quattro brani completamente strumentali realizzati mediante il coinvolgimento di svariati musicisti, tra cui i batteristi Jon Theodore e Abraham Laboriel, il bassista Greg Fidelman e i direttori d'orchestra Blake Neely e Edwin Outwater.
Come osservato dal chitarrista, i brani sono stati creati attraverso un approccio da lui definito «audio-cinematico»: le sonorità differiscono infatti da quanto operato con i Metallica, comprendendo una varietà di stili che passano dal blues alla musica classica, oltre ad elementi assimilabili al rock progressivo. Il primo ad essere stato creato è Maiden and the Monster (co-scritto insieme alla moglie Lani), le cui origini affondano nel 2017, anno in cui Hammett lo ha presentato come colonna sonora per la sua mostra It's Alive svoltasi presso il Peabody Essex Museum di Salem, mentre gli ultimi sono stati High Plains Drifter e The Incantation, concepiti nel 2020 con Outwater e originariamente programmati per essere eseguiti insieme alla Vancouver Symphony Orchestra nel novembre di quell'anno, evento cancellato a causa della pandemia di COVID-19.

## Promozione
Portals è stato distribuito il 23 aprile 2022 in occasione dell'annuale Record Store Day, venendo commercializzato sia in formato fisico (su CD e vinile) sia digitalmente. Al fine di anticiparne l'uscita, Hammett ha reso disponibile per l'ascolto il singolo High Plains Drifter il 15 aprile, a cui ha fatto seguito il relativo video musicale pochi giorni più tardi.

## Tracce
1. Maiden and the Monster – 7:17 (musica: Kirk Hammett, Lani Hammett)
2. The Jinn – 6:57 (musica: Kirk Hammett, Lani Hammett)
3. High Plains Drifter – 4:45 (musica: Kirk Hammett, Edwin Outwater)
4. The Incantation – 8:07 (musica: Kirk Hammett, Edwin Outwater)

## Formazione
Musicisti
- Kirk Hammett – chitarra
- Blake Neely – arrangiamento strumenti ad arco (traccia 1)
- Marcel Feldmar – batteria (traccia 1)
- Mathilde Sternat – violoncello (tracce 1 e 2)
- Greg Fidelman – basso (traccia 1)
- Philippe Bussonnet – basso (traccia 2)
- Julien Charlet – percussioni (traccia 2)
- Abraham Laboriel – batteria (traccia 2)
- Edwin Outwater – tastiera e primo violino (tracce 3 e 4)
- Emmanuel Ceysson – arpa (tracce 3 e 4)
- Ben Lash – violoncello (tracce 3 e 4)
- Andrew Bain – corno (tracce 3 e 4)
- Nadia Sirota – viola (tracce 3 e 4)
- Nathan Cole – violino (tracce 3 e 4)
- Akiko Turamoto – violino (tracce 3 e 4)
- Eliza Bagg – vocalizzo (tracce 3 e 4)
- Jon Theodore – batteria (tracce 3 e 4)
- Brad Cummings – basso (tracce 3 e 4)

Produzione
- Kirk Hammett – produzione, missaggio
- Bob Rock – missaggio
- Emily Lazar – mastering
- Chris Allgood – mastering
- Mike Gillies – ingegneria del suono (tracce 1 e 2)
- Greg Fidelman – ingegneria del suono e registrazione aggiuntive (traccia 1)
- Tim Harkins – ingegneria del suono (tracce 3 e 4)